# Назаренко Анатолій Петрович
Анатолій Петрович Назаренко (нар. 9 квітня 1959, Тернопіль) — радянський і український футболіст, виступав на всіх позиціях у полі, футбольний тренер. Чемпіон СРСР 1983 року в складі «Дніпра».

## Біографія
Вихованець секції стадіону «Авангард», тернопільської ДЮСШ і львівського спортінтернату, перші тренери — Валерій Татаринов та Володимир Філіп. На початку кар'єри грав у першості КФК за команду «Буревісник» (Тернопіль), яка представляла Тернопільський педагогічний інститут, в якому навчався, а також за «Сокіл» (Золочів) та «Зорю» (Хоростків).
У 1981 році зіграв один матч у першій лізі за армійську команду СКА (Київ). У 1982—1983 роках провів півтора сезону в команді другої ліги «Колос» (Павлоград).
Влітку 1983 року перейшов у дніпропетровський «Дніпро». Дебютний матч у вищій лізі зіграв 18 липня 1983 року проти бакинського «Нефтчі», замінивши на 88-й хвилині Андрія Ділая. Всього в 1983 році зіграв 5 матчів, а його команда стала чемпіоном СРСР. За діючими тоді правилами Назаренко золоту медаль не отримав. Залишався в «Дніпрі» до середини 1985 року, але основним гравцем стати не зумів, зігравши за весь час 9 матчів у вищій лізі та одну гру в Кубку сезону. За дубль «Дніпра» зіграв 45 матчів і забив 5 голів у першості дублерів, чемпіон СРСР серед дублерів.
У 1985 році повернувся в Павлоград і провів півтора сезону за місцевий «Колос»/«Шахтар». Потім повернувся в рідне місто і став виступати за «Ниву», в її складі провів понад 100 матчів у другій лізі. У 1987 році став віцечемпіоном Української РСР. У сезоні 1989 року отримав травму і більше як рік відновлювався, граючи у першості КФК за «Дністер» (Заліщики).
У 1991—1993 роках грав за команду «Вишна Шебастова», яка представляла словацьку частину Чехословаччини, в одному з нижчих дивізіонів.
Після повернення в Україну грав у другій лізі за «Дністер» (Заліщики) та «Кристал» (Чортків), а також за аматорські команди. У більшості цих клубів був граючим тренером.
У 2003—2005 роках працював у тренерському штабі тернопільської «Ниви», у тому числі в червні 2004 року виконував обов'язки головного тренера. З 2007 року працював спортивним директором ФК «Тернопіль».

## Досягнення
- Вища ліга чемпіонату СРСР
  -  Чемпіон (1): 1983
  -  Бронзовий призер (1): 1984

- Чемпіонат УРСР
  -  Срібний призер (1): 1987

## Особисте життя
Був двічі одружений, є донька.